# Gare de Sarre-Union
La gare de Sarre-Union est une gare ferroviaire française de la ligne de Berthelming à Sarreguemines, située sur le territoire de la commune de Sarre-Union, dans la collectivité européenne d'Alsace, en région Grand Est.
Elle est fermée à tout trafic.

## Situation ferroviaire
La gare de Sarre-Union est située au point kilométrique (PK) 18,0 de la ligne de Berthelming à Sarreguemines (dont seul le tronçon de Sarre-Union à Sarralbe était encore exploité avant la fermeture de la gare, les trains express régionaux empruntaient les lignes de Kalhausen à Sarralbe et de Mommenheim à Sarreguemines pour atteindre Sarreguemines), entre les gares fermées de Sarrewerden et de Schopperten.

## Histoire
La gare de Sarre-Union est inaugurée en 1872, en même temps que la ligne de (Sarrebourg) Berthelming à Sarreguemines. Elle est exploitée par la Direction générale impériale des chemins de fer d'Alsace-Lorraine (EL).
Le 19 juin 1919, la gare entre dans le réseau de l'Administration des chemins de fer d'Alsace et de Lorraine (AL), à la suite de la victoire française lors de la Première Guerre mondiale. Puis, le 1er janvier 1938, cette administration d'État forme avec les autres grandes compagnies la SNCF, qui devient concessionnaire des installations ferroviaires de Sarre-Union. Cependant, après l'annexion allemande de l'Alsace-Lorraine, c'est la Deutsche Reichsbahn qui gère la gare pendant la Seconde Guerre mondiale, du 1er juillet 1940 jusqu'à la Libération (en 1944 – 1945).
Dans la nuit du 26 au 27 novembre 1944, la gare est dynamitée par les Allemands. Le nouveau bâtiment voyageurs est inauguré en 1963.
En 1962, la gare dispose de plusieurs voies de service et d'un quai militaire.
Les guichets sont fermées en 1993. La salle d'attente reste néanmoins ouverte, et un agent circulation est toujours présent en gare.
Le trafic voyageurs entre Sarrebourg et Sarre-Union via Berthelming est abandonné le 1er mars 2000, et remplacé par une desserte routière.
En 2007, le bâtiment voyageurs est définitivement fermé, les équipements de circulation étant automatisés il n'y a plus d'agent en gare. Celle-ci devient alors une simple halte. Un nouvel abri est installé en 2009.
En 2014, la SNCF estime la fréquentation annuelle de la gare à 133 703 voyageurs.
En 2017, la liaison Sarreguemines – Sarralbe – Sarre-Union a représenté 50 993 voyages, soit une baisse de 41 % par rapport à 2016. Le manque d'entretien de la voie et l'absence de financement pour des travaux de régénération nécessitent la mise en place, depuis le 22 décembre 2018, d'abaissements de la vitesse limite, à 20 km/h entre Sarre-Union et Sarralbe et à 40 km/h entre Sarralbe et Kalhausen. L'augmentation des temps de parcours ainsi causée a entraîné la décision de reporter le trafic voyageurs sur route, appliquée à la même date,.
La suspension des circulations ferroviaires est annoncée comme « temporaire » par la région Grand Est. Toutefois, plusieurs usagers craignent que la ligne soit à terme définitivement fermée. Une pétition demandant sa réouverture — éventuellement jusqu'à Berthelming et Sarrebourg — a été lancée sur Internet,.
En juillet 2019, SNCF Réseau présente une étude d'infrastructure, qui estime le coût de la remise en état de la ligne à 28 millions d'euros (1ère tranche).

## Service routier de substitution
Le site de la gare est un arrêt des autocars du réseau TER Grand Est qui relient, tous les jours, Sarreguemines à Sarre-Union ou parfois à Sarrebourg.

## Patrimoine ferroviaire
L'ancien bâtiment voyageurs et une halle à marchandises (en grès des Vosges) sont présents sur le site.